# Соколиная охота
Соколиная охота — разновидность охоты с использованием приручённых хищных птиц преимущественно из отряда Соколообразные (семейств соколиных и ястребиных) для ловли добычи. Охотников, занимающихся соколиной охотой, называют сокольниками.
Иногда охоту с птицами называют в соответствии с названием охотничьей птицы: ястребиной или орлиной охотой. Однако большинство пособий по охоте с птицами относит эти виды к разновидностям охоты с ловчими птицами.
Культура соколиной охоты была развита практически во всех странах Евразии и некоторых регионах Северной Америки. Однако с развитием сельского хозяйства и распространением огнестрельного оружия популярность соколиной охоты значительно снизилась.

## История

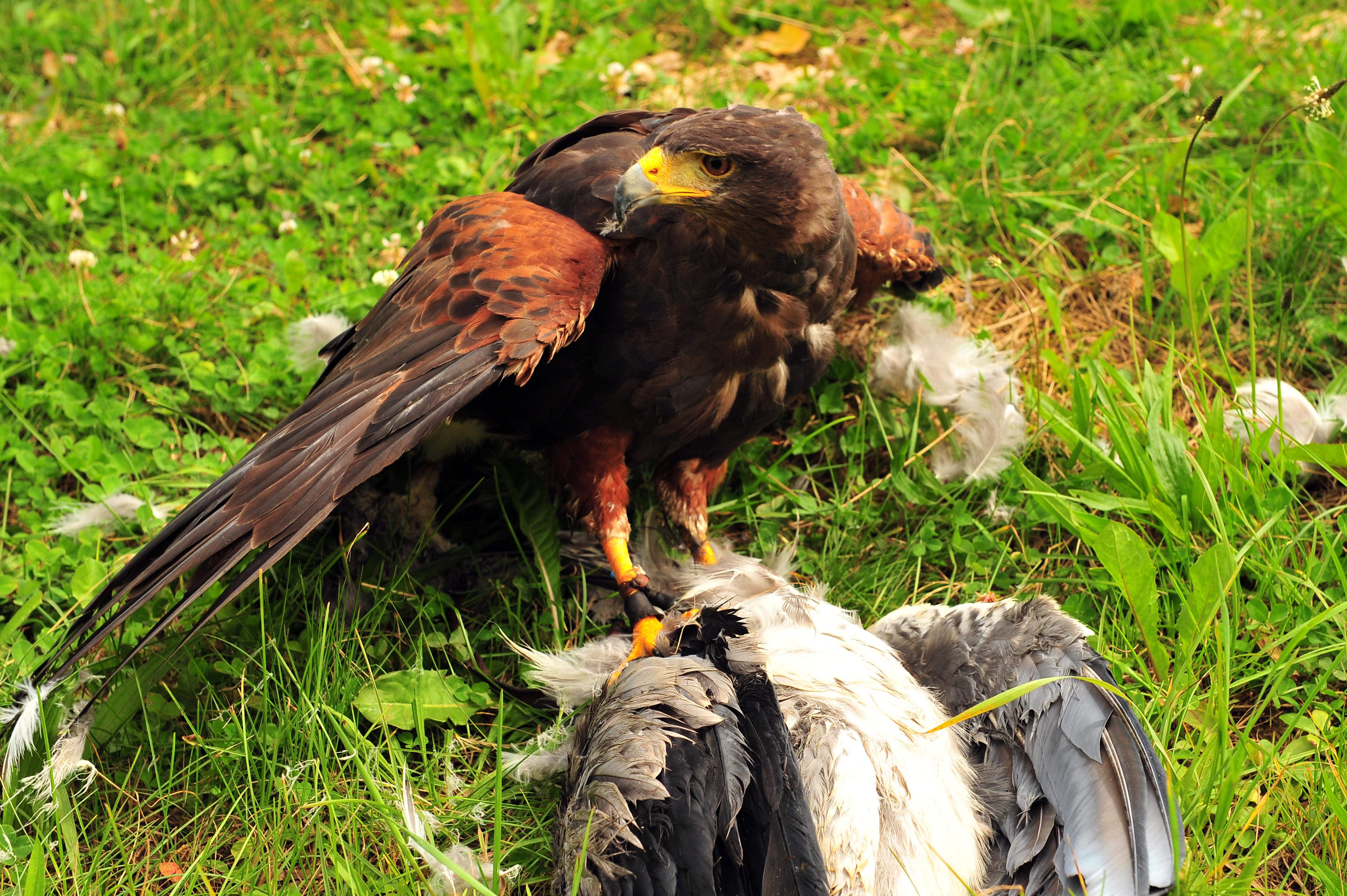

Охота с использованием соколов либо других ловчих птиц была известна ещё в глубокой древности; наиболее раннее прямое свидетельство этому было обнаружено при раскопках ассирийской крепости Дур-Шаррукин, вотчины царя Саргона II (722—705 гг. до н. э.), где на каменном барельефе были изображены два охотника, один из которых запускает птицу в воздух, а второй ловит её. Ещё до нашей эры соколиная охота была известна кочевникам на территории от среднеазиатских степей до Китая, на Корейском полуострове, в Индокитае, Персии и на Ближнем Востоке, возможно в том виде, в котором она дошла до нас в Казахстане и Монголии.
В странах Западной Европы охота с использованием ловчих птиц оставалась мало известной либо непопулярной вплоть до V века; по крайней мере, о ней почти нет упоминаний ни в римских, ни в древнегреческих источниках, несмотря на развитые торговые связи с востоком, походы Александра Македонского на Ближний Восток, Персию и Индию и массовую миграцию народов Центральной Азии. Распад Римской империи вследствие завоеваний вождя гуннов Аттилы привел к возникновению на её месте королевств, в сводах законов которых до нас дошли сведения о наказаниях, полагавшихся за кражу ловчих птиц. Наиболее систематическое средневековое сочинение на тему соколиной охоты написано в 1240-е годы императором Священной Римской империи Фридрихом II Гогенштауфеном — трактат «Искусство охоты с птицами» (лат. De Arte Venandi cum Avibus), в которой описывает правила соколиной охоты, и отвечает на требование руководителя Западного похода монголов Батыя о покорности, что мог бы стать его сокольничим. В Средние века, несмотря на свою популярность во многих странах Европы, соколиная охота в силу законодательных ограничений оставалась уделом лишь высшего сословия: например, в английском трактате «Boke of St. Albans» (1486) утверждается, что содержать сапсана мог только принц либо герцог.
Восточно-славянские народы переняли практику соколиной охоты предположительно где-то на рубеже VIII—IX веков, у своих южных соседей-кочевников: гуннов и хазар, населявшим территорию современного Дагестана и Нижнего Поволжья. В IX веке Князь Олег устраивает у себя на подворье соколиный двор, где занимается разведением птиц для охоты. Расцвета русская соколиная охота достигла при царе Алексее Михайловиче; во времена его царствования более 3000 разных ловчих птиц содержались на потешных дворах в подмосковных сёлах Коломенском и Семёновском. Все птицы были распределены по «статьям»; во главе «статьи» стоял начальный сокольник, в непосредственном ведении которого находилось известное число рядовых сокольников, кречетников и ястребников; доставление сокольников в начальные сопровождалось особой торжественной церемонией, установленной в «Уряднике сокольничья пути», написанном лично царем Алексеем Михайловичем.
Охоту на птиц (диких гусей, дроф, лебедей и цаплю) с сапсанами, ястребами и балобанами практиковали калмыки.
В 1958 году секция соколиной охоты была создана в обществе охотников ГДР (в 1988 году она насчитывала 293 человека, 238 из которых имели птиц).
В 2016 году ЮНЕСКО, отметив тесную связь с такими понятиями, как защита окружающей среды, культурное наследие и привлечение общин, а также существенную распространенность в 60 странах мира, включила соколиную охоту в репрезентативный список нематериального культурного наследия человечества.

## Галерея
|                                                                                |                                                                   |                                 |                     | Ловчий сокол на выставке "Охота и рыболовство" в Московской области |
| «Царь Алексей Михайлович с боярами на соколиной охоте». Николай Сверчков, 1873 | «Охота башкир с соколами в присутствии Александра II», Франц Рубо | Памятник в городе Тата, Венгрия | В дубайской пустыне | На выставке "Охота и рыболовство" в Московской области              |